# 11258 Aoyama
11258 Aoyama è un asteroide della fascia principale. Scoperto nel 1978, presenta un'orbita caratterizzata da un semiasse maggiore pari a 3,1129220 UA e da un'eccentricità di 0,1337297, inclinata di 5,63939° rispetto all'eclittica.